# SB/DV 32c sorozat
Az SB/DV 32c sorozat a Déli Vasút tehervonati gőzmozdonysorozata volt, melynek egyes példányai a Duna–Száva–Adria Vasútnál is tovább szolgáltak és e vasút államosításával a mozdonyok a MÁV-hoz kerültek, ahol a 333 sorozatjelet kapták.

## Szerkezete

### Keret és futómű
A 32c sorozatú mozdonyok három hajtott kerékpárral rendelkeztek, melyeket mereven a keretbe ágyaztak. A kerékpárok a hosszkazánt támasztották alá, a hengerek és az állókazán „túllógó” tömeget képeztek, mely a futásminőség szempontjából nem volt előnyös, ekkoriban viszont a C tengelyelrendezésű mozdonyok általános elrendezése volt ez.

### Kazán
A mozdonyok kazánjának középvonala nem egészen 2 méterrel a sínkoronaszint fölött helyezkedett el. Az alul 1,19 m széles, 15½ és 16½ mm-es lemezekből álló porosz-, más néven Becker-rendszerű állókazánt a keretek közé húzták be.  A  1,37 m átmérőjű hosszkazánt  15½ mm-es folytvas lemezekből  szegecselték össze. A hengerkazán tetején elöl egy nagyobb, hátul egy kisebb gőzdómot helyeztek el, a kettő közé a hengeres alakú homoktartály került. A gőzdómokra közvetett terhelésű rugómérleges biztonsági szelepet is felszereltek. A kazánba 191 darab 40/45 mm átmérőjű folytvas tűzcsövet építettek. Az aránylag füstszekrényben helyezték az ún. amerikai rendszerű szikrafogót, míg a kényén egyszerű Prüssmann-rendszerű kivitel volt.  A kazánt 2 db Friedmann-rendszerű  ún. „restarting” frissgőz-lövettyű táplálta vízzel.

### Gépezet
A mozdony két gőzhengere a második kapcsolt kerékpárt hajtotta. A gőzhengerek a kereten belül elhelyezett külső beömlésű beömlésű síktolattyúkkal készültek, melyeket a szintén a kereten belül lévő Stephenson-rendszerű vezérművek szabályoztak. A keresztfejek kétvezetékesek voltak.

### Segédberendezések
A mozdonyra két 450 mm átmérőjű Hardy-rendszerű légűrfékhengert szereltek. A féktuskók a mozdony kerékpárjait hátulról fékezte. A féktuskónyomás a tapadási súly 42,6%-a volt. A mozdonyokat gőzfűtési berendezéssel is ellátták.

### Szerkocsi
A 32c sorozatú mozdonyokhoz a Déli Vasútnál 12 jellegűként jelölt háromtengelyes szerkocsit kapcsoltak. 

## A sorozat megőrzött mozdonyai
| Pályaszám | Gyártási év | Jelenlegi állapot | Tulajdonos/Telephely                                |
| --------- | ----------- | ----------------- | --------------------------------------------------- |
| 32c 1665  | 1895        | üzemképtelen      | Technisches Museum Wien / Eisenbahnmuseum Strasshof |